# 2016年8月

## 8月1日
- 第四号强台风妮坦于珠江三角洲一带登陆，中心附近最大风力11级[1]。
- 滴滴出行宣布收购竞争对手优步在中国的业务，兼并后公司市值350亿美元[2][3]。
- 俄軍一架Mi-8直升機在敘利亞伊德利卜省被反政府武裝擊落，5名俄軍喪生。[4]
- 俄羅斯軍方宣稱敘利亞政府軍和民兵在俄羅斯空軍支援下，在阿勒頗擊退反政府武裝的進攻，共消滅超過800名武裝分子，擊毀14輛坦克和10輛步兵戰車。[5]
- 俄羅斯西伯利亞亚马尔-涅涅茨自治区由於凍土層被高溫融化後釋出炭疽桿菌，引致炭疽病爆發，超過2000隻馴鹿死亡，1人感染炭疽病不治。[6]

## 8月2日
- 利比亞班加西發生汽車炸彈爆炸，22人喪生。[7]

## 8月4日
- 埃及軍方宣稱在阿里什附近的空襲炸死超過45名伊斯蘭國西奈省成員，包括其首領安薩里。[8]
- 台灣女子網球運動員謝淑薇退出奧運比賽（網球選手謝淑薇奧運教練問題事件）。[9]

## 8月5日
- 天津市第二中级人民法院连日审理“颠覆国家政权系列案”，不法分子翟岩民、胡石根、周世锋和勾洪国分别被判刑。[10]
- 2016年夏季奧林匹克運動會開幕。[11]

## 8月6日
- 馬其頓共和國首都斯科普里遭遇暴雨引發水災，至少21人喪生。[12]

## 8月7日
- 8月6日及7日，埃塞俄比亞安全部隊在奧羅米亞州及阿姆哈拉州向反政府抗議者開槍，造成至少97人喪生。[13]

## 8月8日
- 巴基斯坦城市奎達的一間醫院遭到自殺式炸彈襲擊，至少70人喪生，超過110人受傷。巴基斯坦塔利班分支組織自由人黨（英语：Jamaat-ul-Ahrar）對事件承認責任。[14]

## 8月11日
- 中国湖北省当阳市一发电厂发生高压蒸汽管道破裂，蒸汽外泄，致21人死亡，5人受伤。[15]
- 2016年贊比亞大選進行投票，選出新的總統、國會議員和地方政府等，並同時進行對憲法修訂的公民投票。[16]

## 8月12日
- 泰国旅游城市华欣和普吉岛等多出旅游胜地发生连环炸弹袭击，造成至少4人死亡，多人受伤。[17]
- 敘利亞民主力量宣佈成功解放被伊斯兰国佔領多時的曼比季。[18]

## 8月13日
- 刚果民主共和国東部城市貝尼（英语：Beni, Democratic Republic of the Congo）市郊的一條村遭到疑似是烏干達民主同盟軍的武裝分子襲擊，至少45名平民被屠殺。[19]

## 8月15日
- 以沙特阿拉伯為首的聯軍空襲無國界醫生在也門哈杰省的一間醫院，至少11人喪生。[20]

## 8月16日
- 世界首颗量子科学实验卫星在中国酒泉卫星发射中心发射升空。[21]
- 也門胡塞武装组织向沙特阿拉伯奈季兰省發炮，7名平民喪生。[22]
- 俄罗斯联邦国防部確認已在伊朗部署轟炸機，以伊朗為基地的俄軍飛機於同日開始到敘利亞執行轟炸任務。[23]

## 8月17日
- 俄罗斯联邦国防部宣稱當日從伊朗起飛的俄軍戰機在叙利亚代尔祖尔省炸死150多名伊斯兰国武裝分子。[24]
- 南韓官員證實北韓駐英國大使館公使太勇浩出走，攜同妻子兒女抵達首爾。[25]
- 由於數以萬計的土耳其人在2016年土耳其政變後的清洗行動中被捕，土耳其監獄出現嚴重擠迫，土耳其政府宣佈3萬8千名於2016年7月1日以前被定罪並符合指定條件的囚犯獲得假釋，以減輕監獄負荷。[26]

## 8月18日
- 联合国人权事务高级专员办事处發表聲明，批評菲律賓自從罗德里戈·杜特地於5月當選總統至8月11日的3個月內，有超過850人被處決，聯合國方面認為未經法庭判刑而處決疑犯有可能違反了國際法。[27][28]

## 8月20日
- 土耳其南部加濟安泰普市的一個婚禮發生炸彈襲擊，至少50人喪生。[29]

## 8月21日
- 2016年夏季奧林匹克運動會閉幕。[30]
- 伊拉克政府以絞刑處死36名被法院判定於2014年參與屠殺1,700名政府軍俘虜的伊斯兰国成員。[31]

## 8月22日
- 第6任新加坡总统塞拉潘·纳丹病逝，享年92岁。[32]

## 8月24日
- 意大利中部在當地時間凌晨時份發生里氏6.2級地震，至少250人喪生。[33]
- 土耳其派出地面部隊進入敘利亞北部，協助親土耳其的敘利亞反政府武裝進攻被伊斯兰国佔據的傑拉布盧斯。[34]
- 缅甸稍埠镇发生里氏规模6.8级地震，至少造成3人死亡，古都蒲甘多座古庙宇损毁[35]。
- 第4任德国联邦总统瓦尔特·谢尔逝世，享年97岁[36][37]。
- 中国外交部发言人陆慷公布参加G20杭州峰会的外方领导人和国际组织负责人名单[38]。

## 8月25日
- 伊拉克政府宣佈從伊斯兰国手上收復位於摩蘇爾以南50公里的蓋亞拉（英语：Qayyarah）鎮。[39]
- 巴西聯邦參議院開始對總統迪爾瑪·羅塞夫的彈劾聽證。[40]

## 8月26日
- 土耳其東南部吉茲雷市防暴警察總部遭到汽車炸彈襲擊，至少11名警察喪生，土耳其當局指責是库尔德斯坦工人党所為。[41]
- 盤據敘利亞大马士革市郊城鎮德拉雅的反對派武裝分子與政府軍達成協議後，武裝分子和平民開始離開德拉雅。根據協議，不願意歸降的700名武裝分子交出重型武器後，可以安全前往北方伊德利卜省的反對派控制區，4000名平民被安排入住政府軍控制區的收容所，不願意撤離的平民可以繼續留在德拉雅。[42][43]

## 8月27日
- 2016年加蓬總統選舉進行投票。[44]
- 美國總統巴拉克·歐巴馬宣布擴大位於夏威夷州的帕帕哈瑙莫夸基亞國家海洋保護區的面積[45]。

## 8月28日
- 2016年MTV音乐录影带大奖于美国纽约麦迪逊广场花园举行，美国女歌手碧昂丝凭借8项大奖成为当晚最大赢家，而迈克尔·杰克逊音乐录影带先锋奖则颁给蕾哈娜[46][47]。
- 哥伦比亚革命武装力量－人民军首領蒂莫萊翁·希門尼斯（英语：Timoleón Jiménez）命令所有武裝人員從當地時間8月29日0時起停止戰鬥。[48]

## 8月29日
- 也門亞丁一個屬於親哈迪政府民兵組織的新兵訓練營發生自殺式炸彈襲擊，至少71人喪生。[49]
- 意大利海岸衛隊表示它於一日之內協調了40次在利比亞對開海域的拯救行動，救起6,500名偷渡者。[50]
- 2016年美国网球公开赛开赛[51]。

## 8月30日
- 中华人民共和国驻吉尔吉斯斯坦大使馆门前发生汽车炸弹袭击，至少1人丧生，3人受伤[52]。
- 歐盟委員會裁決蘋果公司需要向愛爾蘭政府補交130億歐元稅款。[53]

## 8月31日
- 台风狮子山横扫日本北海道，造成至少两条河流溃堤，引发洪涝灾害。救援人员救出400名被困人员[54]。本州岛有11人死亡，包括9名来自养老院的人员[55]。
- 巴西聯邦參議院以61票支持、20票反對通過對總統迪爾瑪·羅塞夫的彈劾案，總統一職將由副總統米歇爾·特梅爾繼任。[56]
- 2016年加蓬总统选举开票，加蓬民主党领袖阿里·邦戈·翁丁巴击败反对派变革力量联盟领袖让·平，成功继任总统[57]。不满选举结果的示威者在利伯维尔加蓬国民议会（英语：National Assembly of Gabon）门前纵火[58]。
- 第73届威尼斯电影节开幕，由达米恩·查泽雷执导、艾玛·斯通和瑞恩·高斯林主演的电影《爱乐之城》为电影揭幕[59]。